# Windkesseleffekt
Als Windkesseleffekt oder biologische Windkesselfunktion bezeichnet man in der Physiologie den Druckausgleich durch die Elastizität der herznahen Arterien (vor allem der Aorta). Hierdurch wird die starke Druckdifferenz zwischen Systole (Phase des Blutauswurfs durch Kontraktion des Herzmuskels) und Diastole (Entspannung des Herzmuskels) verringert. Die herznahen Arterien weisen in ihrer Wand einen hohen Anteil elastischer Fasern auf (Arterie vom elastischen Typ), die sie bereits makroskopisch gelblich färben.
Dabei vergrößert sich das Volumen des Aortenbogens – gleichzeitig steigt die Wandspannung durch Vergrößerung des Durchmessers. Auf diese Weise wird ein Teil der Energie aus der Herzarbeit gespeichert und nach Verschluss der Aortenklappe durch Abfluss aus dem Aortenbogen in Arbeit gegen den Gefäßwiderstand und in Bewegungsenergie umgesetzt. Die Stärke des Pulses und der Blutstrom (durch die kurzzeitige Speicherung von Blut) werden so harmonisiert, das heißt, die Druckschwankungen werden abgemildert und der Blutstrom wird zu einem relativ konstanten Fluss. Bei einem jungen Erwachsenen werden etwa 35 ml, rund die Hälfte des normalen Schlagvolumens, zwischengespeichert. Der Windkesseleffekt spielt eine wichtige Rolle bei der Aufrechterhaltung des Blutdrucks. Daneben ist die zur Aufdehnung der Arterien benötigte Arbeitsleistung des Herzens ein wesentlicher Bestandteil der Nachlast.
Der Begriff des Windkessels geht auf verschiedene Kolbenpumpenbauarten (Plungerpumpe, hydraulischer Widder) für Flüssigkeiten zurück, bei denen Druckstöße in starrwandigen Gefäßen durch Kompression einer großen Luftblase aufgenommen wurden und so eine gleichmäßige Abgabe erzielt wurde.